# Union sportive de Sbeïtla
Maillots
L'Union sportive de Sbeïtla (arabe : الإتحاد الرياضي بسبيطلة), plus couramment abrégé en US Sbeïtla, est un club tunisien de football fondé en 1947 et basé dans la ville de Sbeïtla. 
L'USB évolue durant la saison 2013-2014 en Ligue III, avant d’être promu en Ligue II, puis de revenir dans la ligue inférieure.

## Historique
L'équipe domine la saison 2013-2014 en Ligue III, poursuivie par sa rivale, l'Étoile sportive du Fahs. À la suite de l'agression des dirigeants de l'Union sportive de Sbeïtla, l'Étoile sportive du Fahs est sanctionnée par quatre matchs joués à huis clos.
L'USSB est promue en Ligue II après avoir battu le Club sportif de Bembla sur un score de 3-0. Elle passe trois saisons en Ligue II avant de rétrograder en Ligue III à l'issue de la saison 2015-2016.

### Coupe de Tunisie
L'Union sportive de Sbeïtla réalise un exploit dans son histoire, se qualifiant en quarts de finale de la coupe de Tunisie et battant le Stade tunisien le 9 juin 2013,.

### Coupe de la Ligue amateur Promosport
Lors de la finale de l'édition 2011 de la coupe de la Ligue amateur Promosport, organisée le 2 juillet au stade olympique d'El Menzah, les quatre premières équipes sont récompensées par des prix, l'Union sportive de Sbeïtla, qui a perdu face au Kalâa Sport en finale (2-0), remportant la somme de 20 000 dinars, 10 000 dinars en tant que meilleur club amateur de l'édition et une médaille d'argent.
La finale de l'édition 2013 est disputée au stade olympique d'El Menzah entre la Mouldiet Manouba et l'Union sportive de Bousalem ; l'Union sportive de Sbeïtla termine troisième après avoir battu l'Avenir sportif de Mohamedia dans la petite finale (2-0). Lors de l'édition 2014, l'USSB remporte la coupe aux dépens du tenant du titre, la Mouldiet Manouba, aux tirs au but (3-2), la rencontre s'étant achevée lors du temps réglementaire sur un nul (0-0).

## Écusson

Logo ancien.
Logo actuel.

## Palmarès
| Compétitions nationales                                                         |
| ------------------------------------------------------------------------------- |
| - Championnat de Tunisie de troisième division (Centre) (1) : - Champion : 2014 |